# Ircinal A
El Ircinial A es un pseudoalcaloide aislado de las esponjas marinas Ircinia sp. y Amphimedon sp. colectadas en Okinawa. [α]25D = +48  (c, 2.9 en cloroformo). UV: [neutro] λmax231 (ε8500) ( MeOH).

## Actividad biológica
Este compuesto exhibe citotoxicidad contra células leucémicas L1210 y células de carcinoma epidermoide humano KB.

## Síntesis
Winkler y colaboradores realizaron la síntesis total del ircinal A de acuerdo al siguiente esquema sintético:

## Biosíntesis
Los ircinales A y B son precursores factibles de las manzaminas. La biosíntesis del Ircinal A se presume parte de dialdehídos insaturados provenientes de la ruptura oxidativa de ácidos grasos insaturados de acuerdo al siguiente esquema biosintético: